# شیلا مک‌ری
شیلا مک‌رِی (انگلیسی: Sheila MacRae; ۲۴ سپتامبر ۱۹۲۱ – ۶ مارس ۲۰۱۴) یک هنرپیشه، و خواننده اهل ایالات متحده آمریکا بود. وی بین سال‌های ۱۹۵۰ تا ۱۹۹۳ میلادی فعالیت می‌کرد.